# Conservatoire à rayonnement régional de Caen
Le conservatoire à rayonnement régional de Caen la mer (aussi appelé Conservatoire de Caen, musique, danse, théâtre) est un établissement d'enseignement artistique agréé et contrôlé par l'État (Direction générale de la Création artistique du ministère de la Culture et de la Communication), représenté par la direction régionale des Affaires culturelles (DRAC). Il a son siège à Caen et propose trois spécialités, musique, danse et théâtre. Le conservatoire offre également la particularité d'abriter en son sein un orchestre symphonique qui est celui de la ville : l'Orchestre de Caen.

## Histoire
Jusqu'à la fin de l'Ancien Régime, Caen possède deux maîtrises, l'une rattachée à l'église Saint-Pierre, l'autre à la collégiale du Saint-Sépulcre. Elles sont supprimées pendant la révolution.
Dans les années 1820, plusieurs tentatives de création d'une école de musique sont étudiées sans succès. Le 22 novembre 1826, jour de la sainte Cécile, patronne des musiciens, est fondée la Société Cécilienne dont le but est de créer une école de chant. Elle fusionne le 16 janvier 1827 avec le Cercle philharmonique pour former la Société philharmonique du Calvados qui a pour but de « cultiver l'art musical et la poésie lyrique, et d'en répandre le goût ». Dès 1827, Hippolyte Bunel, secrétaire de la Société Philharmonique, signale la nécessité de la création d’une école de musique. Alexandre-Étienne Choron envoie un de ses élèves, M. Guerrier, pour créer à Caen un nouvel établissement. Les ressources de la société étant insuffisantes, l’enseignement est restreint au solfège et au chant. La municipalité fournit à l’école un local dans les bâtiments de l’hôtel de ville (ancien séminaire des Eudistes de Caen) et une subvention de 300 francs. L’école ouvre après les vacances de Pâques de 1829. Le succès est immédiat et des cours d'harmonie et de violoncelle sont ajoutés en 1831. La municipalité subventionne l'école dès 1829 à raison de 200 francs par an. En contrepartie, des cours sont assurés dans les écoles primaires et les pensionnats de la ville.
L'école de musique de la société philharmonique du Calvados est toutefois un échec financier. La décision de la ville d'interrompre sa subvention en 1833 aggrave le déséquilibre budgétaire. La municipalité retire le droit de jouissance des locaux municipaux et l'école doit déménager dans de nouveaux locaux de la rue des Quais (boulevard des Alliés). Acculée financièrement, la Société annonce son intention de fermer son école. Une pétition circule afin de conserver cette institution. Une école municipale de musique est finalement créée le 15 juillet 1835. Elle prend le nom de Conservatoire de musique,. L'école s'installe au 3 rue Fontaine, mais conserve le personnel, sous la direction de M. Saint-Germain, autre élève de Choron, et le mode de fonctionnement de l'ancienne école de la société philharmonique. En 1835, l'école devient départementale, dénommée 'conservatoire du Calvados'. L'enseignement instrumental disparaît du programme d'étude, alors que celui du solfège et du chant est renforcé.
Érigé en École Nationale en 1884, l'établissement devient École Municipale en 1905, puis redevient École Nationale en 1909. À la suite du plan Landowski mis en place par le Ministère des Affaires culturelles, il devient Conservatoire national de région en 1978 (renommé Conservatoire à rayonnement régional en 2007).
L'idée de construire un nouveau bâtiment est lancé en 1971, mais l'implantation de la nouvelle école — en centre-ville ou en périphérie — fait débat. Un terrain dans l'enceinte de l'abbaye aux Hommes occupé par les baraquements abritant les syndicats (actuel emplacement du parc de stationnements des services de la mairie) est choisi en 1978. Mais décision est finalement prise en 1980 d'implanter l'école sur le site des établissements Doré, rue du Carel. La première pierre du nouveau conservatoire, construits par François Dupuy, est posée le 6 mars 1982. La nouvelle école ouvre en 1984. 
Le transfert de compétences entre la ville de Caen et la communauté d'agglomération Caen la Mer (communauté urbaine Caen la Mer depuis janvier 2017) a lieu à la fin de l'année 2002.
Le conservatoire est installé dans des locaux de 7 000 m2, où il partage différentes missions au sein de plusieurs structures (Orchestre de Caen, Saison musicale et Centre de Ressources Régional Handicap Musique-Danse-Théâtre).

### Liste des directeurs successifs
- 1905 - 1927 : Arthur Mancini[5]
- 15 novembre 1927 - 1er mars 1951 : Georges Dequin[9]
- 1951 - 1986 : Jean-Pierre Dautel[10]
- 1986 - 1996 : Jean-Marc Laureau
- 1996 - 1999 : Fabrice Gregorutti
- 1999 - 2016 : Stéphane Béchy
- 2016 - 2017 : Claire Paris-Messler[11],[12]
- 2018-           : Aurélien Daumas-Richardson

## Le conservatoire aujourd’hui
105 professeurs accompagnent quelque 1700 élèves de 41 disciplines concernant la musique, la danse et le théâtre.

### Enseignement
Dans le domaine musical, le conservatoire est organisé en huit départements : 
- département cordes (violon, alto, violoncelle, contrebasse) ;
- département vents (flûte, hautbois, basson, saxophone, clarinette, cor, trompette, trombone, tuba) ;
- département des instruments polyphoniques (piano, guitare, harpe, orgue, percussions) ;
- département de musique ancienne (clavecin, basse continue, viole de gambe, violon baroque, hautbois baroque, basson baroque et flûte à bec) ;
- département jazz et musiques improvisées ;
- département voix (chant lyrique, chant choral, direction de chœur, maîtrise) ;
- département des pratiques collectives (musique de chambre, orchestres à corde, orchestres à vent, orchestre symphonique) ;
- département des disciplines fondamentales (formation musicale, analyse, histoire de la musique, écriture, informatique musicale, histoire de la danse).

Le département danse propose des enseignements en :
- danse classique ;
- danse contemporaine ;
- danse jazz[14].

Le conservatoire a ouvert une classe de théâtre à la rentrée 2011.

### Organisation des études
Dans le domaine musical, le conservatoire propose trois cycles d’apprentissage, appelés 1er, 2e et 3e cycles (ce dernier se divisant en une formation à la pratique amateur, et en un cycle spécialisé). Les deux premiers cycles se concluent par le passage d'un examen de fin de cycle, le 3e cycle amateur par un diplôme de fin d'études musicales (CFEM) et le cycle spécialisé par un diplôme d'études musicales (DEM). Une orientation vers un brevet de fin d'études est offerte aux élèves de 2ème cycle qui ne désirent ou ne peuvent poursuivre en 3ème cycle.
En danse, la formation est organisée en trois cycles et débouche sur un certificat d'études chorégraphiques. Le cycle à orientation professionnelle propose une formation artistique approfondie et  conduit à un diplôme d'études chorégraphiques. Des cours hors cursus sont également proposés aux adultes en danse classique et danse contemporaine.
La classe de théâtre propose un cycle à orientation professionnelle délivrant le diplôme d’études théâtrales reconnu au niveau national.

### Administration
Le conservatoire est un service de la communauté urbaine Caen la Mer qui en assure le financement.

### Partenariats
Le conservatoire, en partenariat avec l’Éducation nationale, s’inscrit dans un cycle de classes à horaires aménagés musique (CHAM), danse et théâtre . Les écoles Henri-Brunet et Jean-Guéhenno, le collège Pasteur ainsi que l'école Jean Goueslard de Fleury-sur-Orne participent à cette initiative.
Le lycée Malherbe propose, en partenariat avec le conservatoire une préparation au baccalauréat TMD (techniques de la musique et de la danse).
Depuis 2012, le conservatoire a mis en place, en partenariat avec l’Université de Rouen, une formation de licence de musicien interprète qui s’inscrit dans le schéma du dispositif universitaire LMD (Licence-Master-Doctorat).

## L'Orchestre de Caen et le Conservatoire

### Une institution fondée en 1827
L’Orchestre de Caen est l’héritier direct de l’Orchestre de chambre fondé en 1951 par Jean-Pierre Dautel, alors directeur du conservatoire. Il s’agit à l’époque d’une formation principalement constituée de cordes, rattachée à la Ville de Caen. Ses racines sont néanmoins beaucoup plus anciennes. Elles remontent en effet à 1827, date de création à Caen de la Société Philharmonique du Calvados, chargée de l’organisation de concerts, de cours de chant et de solfège. Composé d'environ 48 musiciens, pour la plupart professeurs au Conservatoire, l’Orchestre de Caen est aujourd'hui dirigé par Nicolas Simon. Depuis 2008, la saison est structurée autour des « mardis en musique », avec une saison dont la colonne vertébrale est l'organisation d'un concert tous les mardis durant l'année scolaire.

### Une institution fortement liée au conservatoire
Historiquement, l'Orchestre de Caen a toujours été lié à l'enseignement musical. Déjà en 1827, la Société Philharmonique du Calvados se donnait comme mission l'enseignement du chant et de solfège. Plus récemment, entre 1983 et 1986, la Ville de Caen entreprend, avec le soutien de la Région Basse-Normandie et de l'État, la construction de l’actuel conservatoire de Caen, intégrant deux auditoriums, dont la finalité est d'assurer pleinement cette double mission de diffusion et d'enseignement. Fruit de cette histoire particulière, la composition de l'Orchestre de Caen reflète ce lien. En effet, sur la cinquantaine de musiciens, la plupart sont issus du corps professoral de l'établissement et la direction artistique est assurée par le directeur du Conservatoire.
Par ailleurs, l'orchestre développe une politique de formation et de démocratisation de l'offre artistique. En parallèle des concerts de la Saison musicale, l'orchestre organise des « M+ », conférences d'une heure avant chaque concert du mardi, intervient dans les écoles de l'agglomération caennaise et ouvre les portes de ses répétitions générales aux classes de collèges et de lycées.

### Le festival «Aspects des musiques d'aujourd'hui»
Créé en 1982, le festival « Aspect des Musiques d'Aujourd'hui » s'est imposé comme l'un des grands festivals de musique contemporaine en France. Les plus grands compositeurs des XXe et XXIe siècles comme Karlheinz Stockhausen, Luciano Berio, Henri Dutilleux furent ainsi invités. Plus récemment, le festival a accueilli George Crumb, Krzysztof Penderecki, Eliot Carter, Kaia Saariaho. En privilégiant depuis 1988 une approche monographique, le festival se veut comme la possibilité pour le public « d'entrer dans l'atelier de l'artiste » et de permettre à tous – à travers les concerts mais également aux rencontres avec le compositeur – de s'approprier les codes des langages musicaux contemporains. Le festival « Aspects des Musiques d'Aujourd'hui » est une des composantes de la saison de l'Orchestre de Caen.

#### Liste des compositeurs invités
Direction artistique de Jean-Pierre Dautel :
- 1982-1988 : éditions non-monographiques (Olivier Messiaen, Ivo Malec, Philippe Hurel...)

Direction artistique de Jean-Marc Laureau
- 1988 : Maurice Ohana
- 1989 : Karlheinz Stockhausen
- 1991 : Mauricio Kagel
- 1992 : Iannis Xenakis
- 1993 : Henri Dutilleux
- 1994 : György Ligeti
- 1995 : Luciano Berio
- 1996 : György Kurtag

Direction artistique de Fabrice Gregorruti
- 1997 : Pascal Dusapin
- 1998 : Yoshihisa Taïra
- 1999 : Ivan Fedele

Direction artistique de Stéphane Béchy
- 2000 : Klaus Huber
- 2001 : George Crumb
- 2002 : Gilbert Amy et Alain Louvier 20ème anniversaire
- 2003 : Krzysztof Penderecki
- 2004 : Edition non monographique
- 2005 : Elliott Carter
- 2006 : Edition non monographique
- 2007 : Éric Tanguy
- 2008 : Tristan Murail
- 2009 : Peter Eötvös
- 2010 : Jean-Louis Agobet
- 2011 : Kaija Saariaho
- 2012 : Edition non monographique 30ème anniversaire
- 2013 : Wolfgang Rihm
- 2015 : Michael Jarrell
- 2016 : Édith Canat de Chizy
- 2017 : Philippe Hersant
- 2018 : Thierry Escaich
- 2019 : Thierry Pécou

### Liste des chefs principaux
- Jean-Pierre Dautel (1951-1986)
- Claude Bardon (1990-1995)
- Olivier Cuendet (1995-1998)
- Pascal Rophé (1998-2000)
- Mark Foster (2000-2009)[19]
- Vahan Mardirossian (2010-2019)
- Nicolas Simon (2020-)

### Le festival international d'orgue
Créé en 2000 par Stéphane Béchy, le Festival international d'orgue a reçu de grands organistes français comme Marie-Claire Alain, Jean Guillou, Olivier Latry, et étrangers comme Jacques Van Orstmerssen, Paolo Crivelaro. Le festival a également pour but de valoriser le riche patrimoine d'orgues de Caen au premier rang duquel se trouve le grand-orgue Cavaillé-Coll de l'abbatiale Saint-Etienne.

## Le Centre de Ressources Régional Handicap Musique et Danse
Fondé en 2010, le Centre de Ressources Régional Handicap est une structure pionnière dans le domaine de l'enseignement culturel à l'intention des personnes en situation de handicap. Service du Conservatoire de Caen, le centre de ressources a pour vocation d’intégrer la prise en compte du handicap au sein du conservatoire et d'accompagner les structures associées au niveau régional.
Structure d'enseignement, le centre de ressources propose une formation organisée en deux cycles (initiation et approfondissement) et des projets pédagogiques variés, faisant intervenir les différents départements du conservatoire.
Soutenu par la Direction régionale des affaires culturelles, le département du Calvados, le centre de ressources est également financé par des actions de mécénat.